# Tanquana
Genre
Classification phylogénétique
Tanquana H.E.K.Hartmann & Liede est un genre de plante de la famille des Aizoaceae.
Tanquana H.E.K.Hartmann & Liede, in Bot. Jahrb. Syst. 106: 479 (1986)
Type : Tanquana archeri (L.Bolus) H.E.K.Hartmann & Liede (Pleiospilos archeri L.Bolus)

## Liste des espèces
- Tanquana archeri (L.Bolus) H.E.K.Hartmann & Liede
- Tanquana hilmarii (L.Bolus) H.E.K.Hartmann & Liede
- Tanquana prismatica (Schwantes) H.E.K.Hartmann & Liede